# Rubus inermis
Rubus inermis är en rosväxtart som beskrevs av Pierre André Pourret de Figeac. Rubus inermis ingår i släktet rubusar, och familjen rosväxter. Inga underarter finns listade i Catalogue of Life.

## Bildgalleri

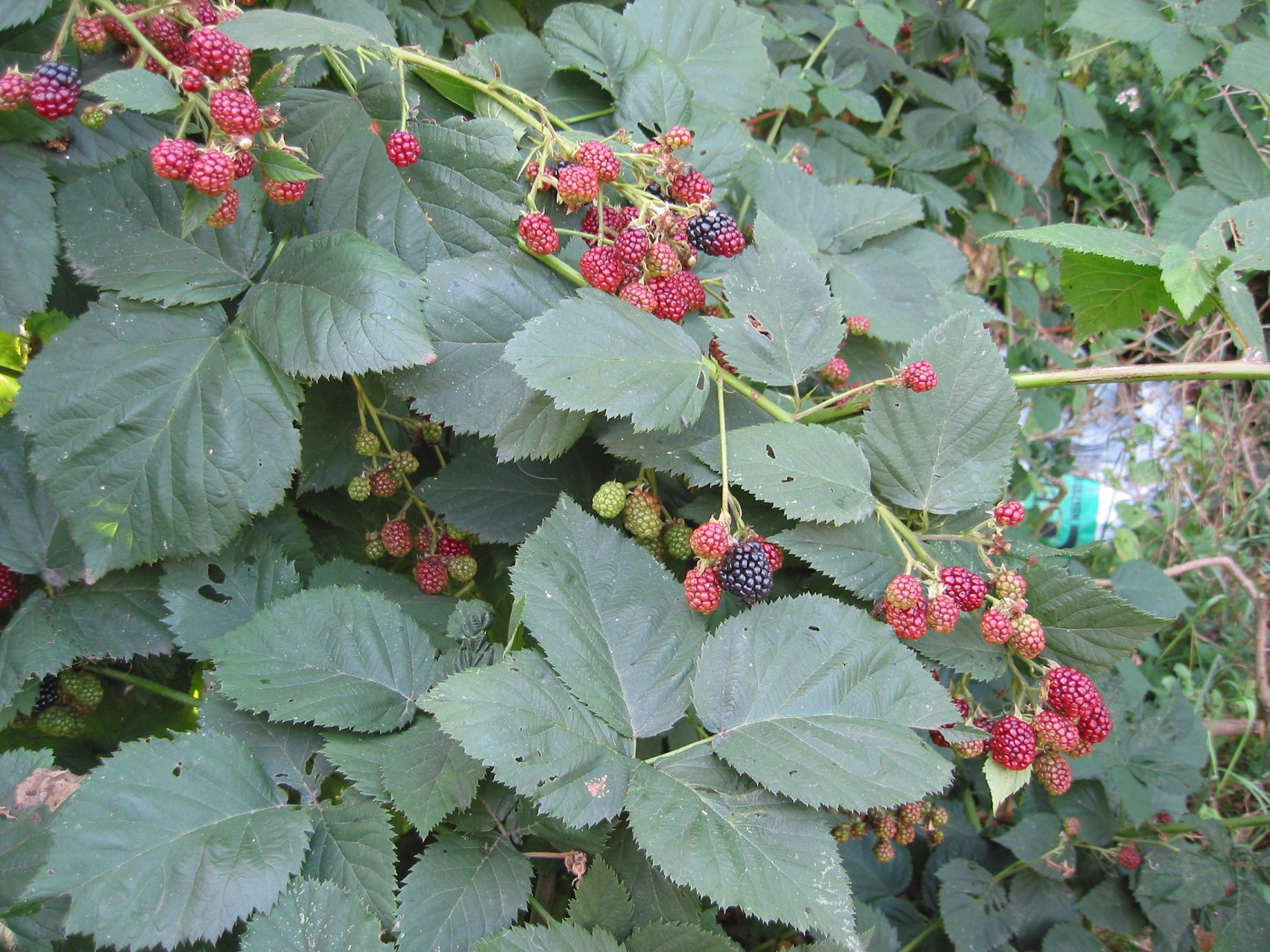
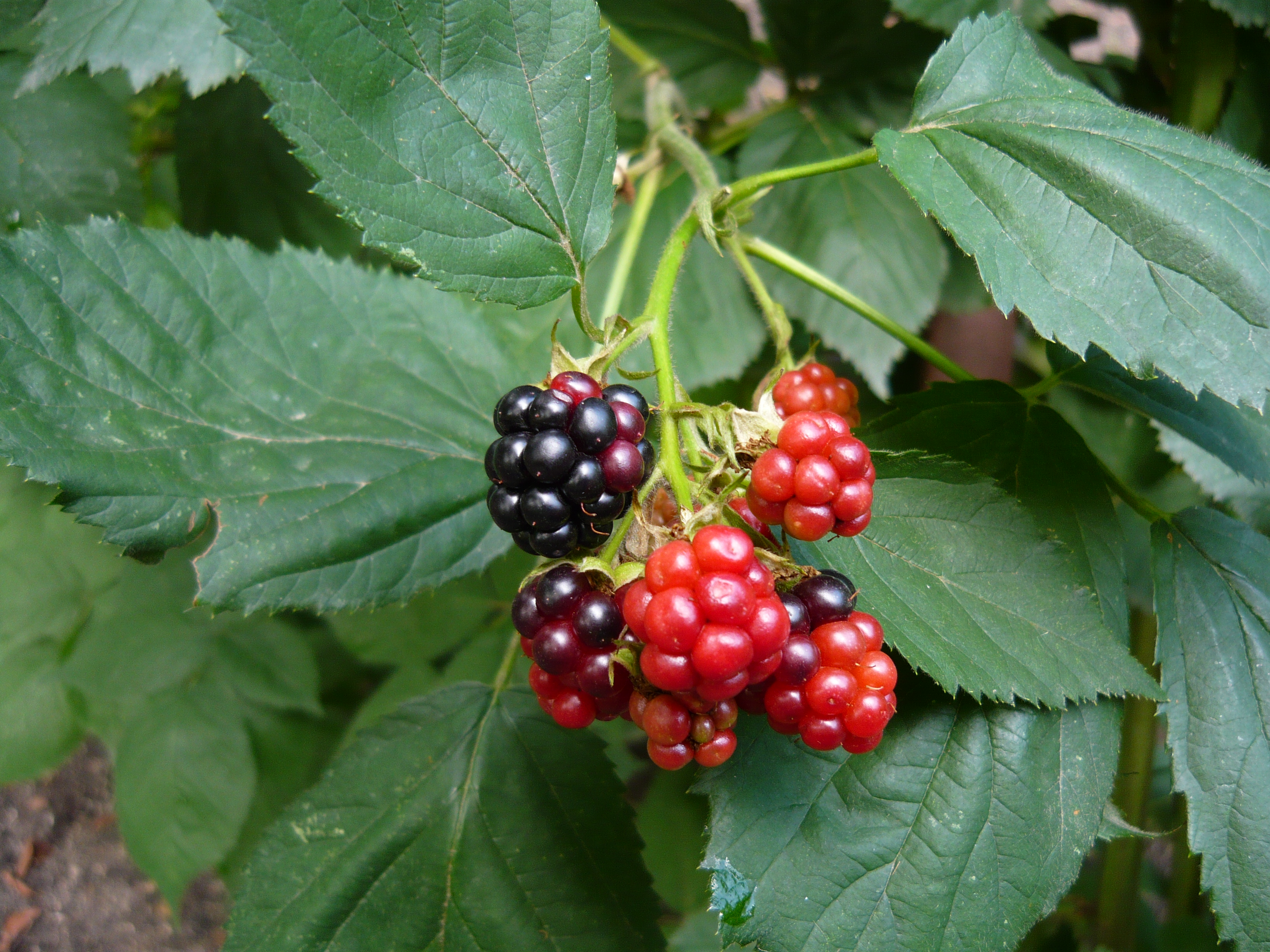